# Рекехо
Рекехо (ісп. Requejo) — муніципалітет в Іспанії, у складі автономної спільноти Кастилія-і-Леон, у провінції Самора. Населення — 171 особа (2010).

## Географія
Муніципалітет розташований на португальсько-іспанському кордоні.
Муніципалітет розташований на відстані близько 270 км на північний захід від Мадрида, 65 км на північний захід від Самори.

## Демографія
Динаміка населення (INE ):